# Astragalus cymbaecarpos
Astragalus cymbaecarpos é uma espécie de planta com flor pertencente à família Fabaceae.<
A autoridade científica da espécie é Brot., tendo sido publicada em Phytogr. Lusit. Select. 63 (1800).

## Portugal
Trata-se de uma espécie presente no território português, nomeadamente em Portugal Continental.
Em termos de naturalidade é nativa da região atrás indicada.

## Protecção
Não se encontra protegida por legislação portuguesa ou da Comunidade Europeia.